# شهرستان آشیگاراشیمو، کاناگاوا

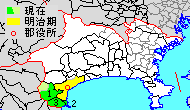

شهرستان آشیگاراشیمو، کاناگاوا (انگلیسی: Ashigarashimo District, Kanagawa) یکی از شهرستان‌های ژاپن است که در استان کاناگاوا در ژاپن واقع شده است.